# Villa Marckhoff-Rosenstein

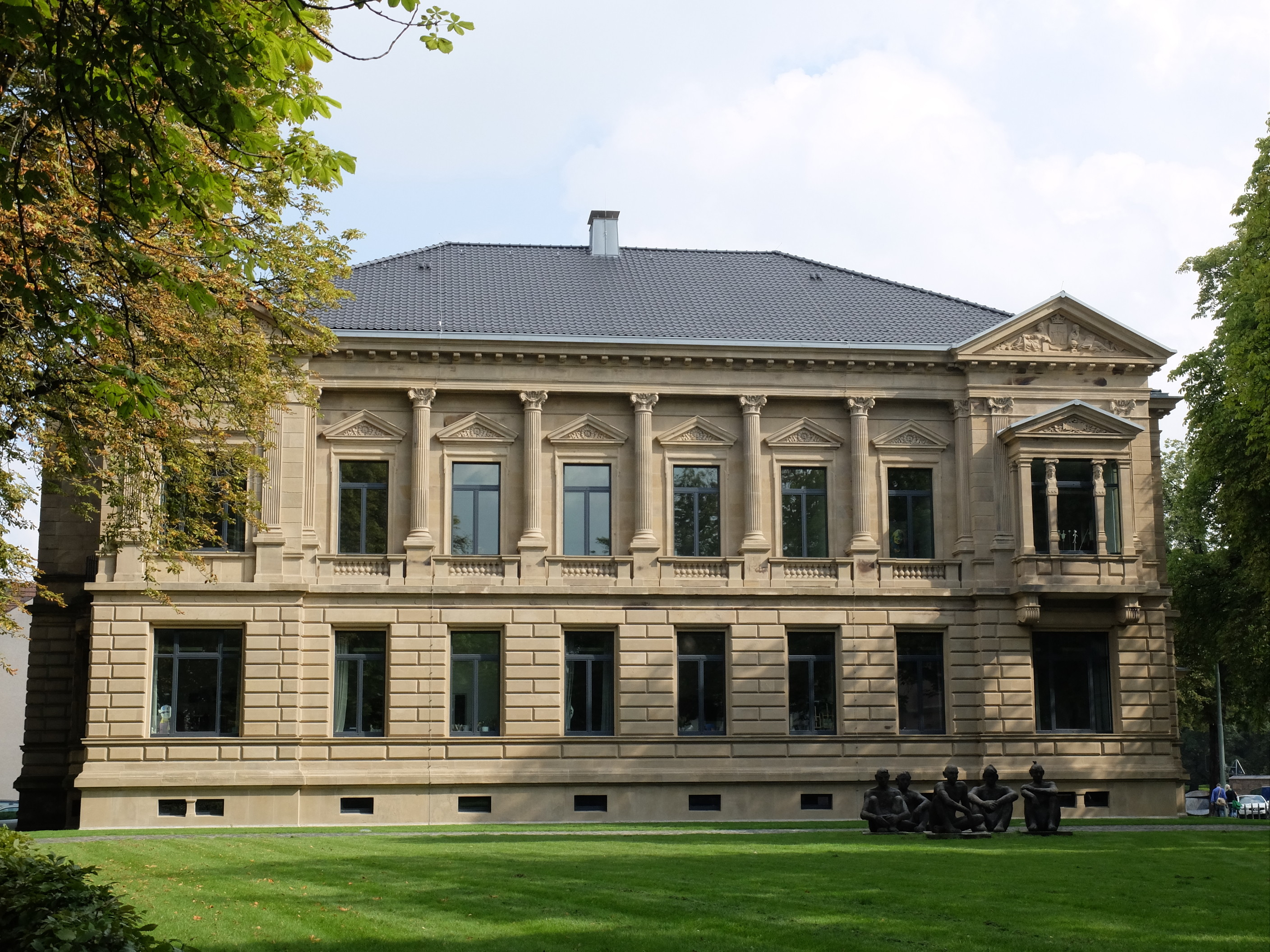
Villa Marckhoff-Rosenstein, September 2015

Die Villa Marckhoff-Rosenstein ist eine ehemalige Unternehmervilla im Stadtparkviertel in Bochum. Sie ist heute Standort des Kunstmuseum Bochum.

## Geschichte
Die Doppelvilla Marckhoff-Rosenstein wurde 1900 im Stil des Historismus erbaut und lange Zeit von den einflussreichen Familien Rosenstein und Marckhoff bewohnt. Die Bauherren waren der Rechtsanwalt und Justizrat Ernst Marckhoff (1864–1912) und der Bauunternehmer und Stadtrat Ludwig Rosenstein (1852–1913).
Gemeinhin wird gesagt, dass die Fassade der Villa in ihrem Kompositionsschema der (alten) Pariser Oper, der sogenannten Opéra Garnier, nachempfunden sei. Tatsächlich ist der Bau in Ausführung und Formensprache eng verwandt mit dem von Hermann Otto Pflaume in den Jahren 1860–1863 erbauten Bankpalais des Schaaffhausen’schen Bankvereins in Köln. Die Bank spielte 1854 bei der Umwandlung der Firma Mayer & Kühne in die Aktiengesellschaft „Bochumer Verein für Bergbau und Gußstahlfabrikation“ eine wichtige Rolle.
Nach dem Ersten Weltkrieg wurde von Bochumer „Kasino-Gesellschaft“ in der Villa eine gehobene Gastronomie betrieben. Mitte der 1930er Jahre übernahm die Nordwestliche Gruppe des Vereins Deutscher Eisen- und Stahlindustrieller das Gebäude.
Während des Zweiten Weltkriegs erlitt die Villa insbesondere auf der Rosenstein‘schen Seite erhebliche Schäden. 1957 kaufte die Stadt die Ruine. 
Während des Zweiten Weltkriegs wurde 1944 nicht nur die gegenüberliegende Villa Nora weitgehend zerstört, welche die Städtische Gemäldegalerie barg, sondern auch die Villa Marckhoff erlitt starke Schäden. 1957 übernahm die Stadt das Gebäude und setzte das Gebäude instand. 1960 wurde darin die „Städtische Kunstsammlung“ eröffnet.
Die Villa Marckhoff-Rosenstein wurde im Jahre 1983 durch einen Neubau der dänischen Architekten Jørgen Bo und Vilhelm Wohlert erweitert, wofür zwei gut erhaltene Jugendstil-Villen abgerissen wurden. Das Kunstmuseum zog dann peu à peu in den Neubau, denn der nach dem Krieg neu errichtete Dachstuhl der Villa belastete die Außenwände zu sehr. Im Februar 2003 rief die Bochumer Privatbrauerei Moritz Fiege die „Initiative Villa Marckhoff“ zur Sanierung der Fassade ins Leben. Die Renovierung fand in den Jahren 2009 bis 2010 statt. Seit 2020 kann im Altbau nun die eigene Sammlung des Museums besichtigt werden.
Seit März 2014 sind Museum und die Villa in der Route der Industriekultur, Themenroute Bochum aufgelistet.